# Liste der Monuments historiques in Saint-Jean-Cap-Ferrat
Die Liste der Monuments historiques in Saint-Jean-Cap-Ferrat führt die Monuments historiques in der französischen Gemeinde Saint-Jean-Cap-Ferrat auf.

## Liste der Bauwerke
| Bezeichnung                        | Beschreibung | Standort                                  | Kennzeichnung | Schutzstatus | Datum     | Bild           |
| ---------------------------------- | ------------ | ----------------------------------------- | ------------- | ------------ | --------- | -------------- |
| Tour de Saint-Hospice Tour Génoise |              | Pointe de Saint-Hospice (Lage)            | PA00080840    | Classé       | 1931      |                |
| Villa Ephrussi de Rothschild       |              | Avenue Ephrussi-de-Rothschild (Lage)      | PA00125706    | Classé       | 1996      | weitere Bilder |
| Villa La Ligne Droite              |              | Barratier 59, avenue Denis-Séméria (Lage) | PA06000016    | Classé       | 2001      |                |
| Leuchtturm                         |              | 11, chemin du Phare (Lage)                | PA06000043    | Classé       | 2012      | weitere Bilder |
| Chapelle de Saint-Hospice          |              | (Lage)                                    | PA00080839    | Inscrit      | 1929      | weitere Bilder |
| Villa Santo Sospir                 |              | (Lage)                                    | PA00135614    | Inscrit      | 1995 2007 | weitere Bilder |

## Liste der Objekte
Zum Verständnis siehe: Kirchenausstattung
- Monuments historiques (Objekte) in Saint-Jean-Cap-Ferrat in der Base Palissy des französischen Kultusministeriums